# Villotte
Villotte là một xã ở tỉnh Vosges, vùng Grand Est, Pháp. Xã này có diện tích 8,21 kilômét vuông dân số năm 1999 là 172 người. Xã này nằm ở khu vực có độ cao trung bình 344 m trên mực nước biển.
Người dân địa phương danh xưng tiếng Pháp là Villottois.

## Hành chính
| Danh sách các xã trưởng                |              |                  |      |         |
| Giai đoạn                              | Giai đoạn    | Tên              | Đảng | Tư cách |
|                                        | tháng 3 2001 | Jean-Luc Munière |      |         |
| Tất cả các dữ liệu trước đây không rõ. |              |                  |      |         |

## Biến động dân số
| 1962                                         | 1968 | 1975 | 1982 | 1990 | 1999 |
| -------------------------------------------- | ---- | ---- | ---- | ---- | ---- |
| 212                                          | 223  | 208  | 205  | 169  | 168  |
| Số liệu từ năm 1962: Dân số không tính trùng |      |      |      |      |      |